# Єгипетський дріб
Єгипетський дріб — в математиці сума різних одиничних дробів типу {\displaystyle {\frac {1}{n}}}, наприклад {\displaystyle {\tfrac {1}{2}}+{\tfrac {1}{3}}+{\tfrac {1}{16}}}. Так що кожен дріб є виразом в якому чисельник дорівнює 1, а знаменник — додатне ціле число, причому так, що знаменники всі різні. Сума виразу такого типу — це додатне раціональне число a/b; наприклад сума вищенаведеного єгипетського дробу — 43/48. Кожне додатне раціональне число може бути представлене у вигляді єгипетського дробу. Суми такого типу та подібні їм з доданками 2/3 і 3/4 використовували стародавні єгипетські математики для запису раціональних чисел, їх продовжували використовувати і пізніші цивілізації аж до середніх віків. Звичайні дроби та десяткові дроби з часом витіснили єгипетські дроби зі вжитку. Все ж єгипетські дроби залишаються об'єктом досліджень сучасної теорії чисел та розважальної математики, а також в історичних студіях стародавньої математики.

## Історія

### Стародавній Єгипет
Додаткову інформацію за даним питанням див. в Єгипетська система числення.
Єгипетські дроби були винайдені і вперше використані в стародавньому Єгипті. Одним з перших відомих згадок про єгипетські дроби є математичний папірус Рінда. Три більш давніх тексти, в яких згадуються єгипетські дроби — це Єгипетський математичний шкіряний сувій, московський математичний папірус і дерев'яна табличка Ахмім. Папірус Рінда був написаний писарем Ахмесом в епоху Другого перехідного періоду; він включає таблицю єгипетських дробів для раціональних чисел виду 2/ n , а також 84 математичні задачі, їх рішення та відповіді, записані у вигляді єгипетських дробів.

Єгиптяни ставили ієрогліф 
| D21 |

 (ер, «[один] з» або ре, рот) над числом для позначення одиничного дробу в звичайному записі, а в священних текстах використовували лінію. Наприклад:
| D21 · Z1 · Z1 · Z1 |

| D21 · Z1 · Z1 · Z1 |

| D21 · V20 |

| D21 · V20 |

У них також були спеціальні символи для дробів 1/2, 2/3 і 3/4, якими можна було записувати також інші дроби (більші за 1/2).
| Aa13 |

| Aa13 |

| D22 |

| D22 |

| D23 |

| D23 |

Єгиптяни також використовували і інші форми запису, основані на ієрогліфі Око Гора для представлення спеціального набору дробів виду 1/2k (для k = 1, 2, …, 6), тобто, двоелементних раціональних чисел. Такі дроби використовувалися разом з іншими формами записи єгипетських дробів для того, щоб поділити хекат (~ 4,785 л), основну міру обсягу в Давньому Єгипті. Цей комбінований запис також використовувався для вимірювання об'єму зерна, хліб а та пива. Якщо після запису кількості у вигляді дробу Ока Гору залишався якийсь залишок, його записували в звичайному вигляді кратно ро, одиниці виміру, рівний 1/320 Хекат.
| D21 · V1 · V1 · V1 | V20 · V20 · V20 · Z1 |

| D21 · V1 · V1 · V1 | V20 · V20 · V20 · Z1 |

При цьому "рот " містився перед усіма ієрогліфами.

### Античність і Середньовіччя
Єгипетські дроби продовжували використовуватися в стародавній Греції і згодом математиками всього світу до Середньовіччя, незважаючи на наявні до них зауваження стародавніх математиків (наприклад, Клавдій Птолемей говорив про незручність використання єгипетських дробів в порівнянні з Вавилонською системою. Важливу роботу в дослідженні єгипетських дробів провів математик XIII століття Фібоначчі у своїй праці «Liber Abaci».
Основна тема «Liber Abaci» — обчислення, що використовують десяткові і звичайні дроби, що витіснили з часом єгипетські дроби. Фібоначчі використовував складний запис дробів, що включав запис чисел зі змішаною підставою і запис у вигляді сум дробів, часто використовувалися і єгипетські дроби. Також у книзі були наведені алгоритми перекладу зі звичайних дробів в єгипетські.

### Алгоритм Фібоначчі
Перший метод розкладання довільного дробу на єгипетські складові описав Фібоначчі в XIII столітті. У сучасному записі його алгоритм можна викласти таким чином.
1. Дріб {\displaystyle {\frac {m}{n}}} розкладається на 2 доданки:
{\displaystyle {\frac {m}{n}}={\frac {1}{\lceil n/m\rceil }}+{\frac {(-n)\,{\bmod {\,}}m}{n\lceil n/m\rceil }}.}
Тут {\displaystyle \lceil n/m\rceil } — частка від ділення n на m, округлене до цілого в більшу сторону, а {\displaystyle ~(-n)\,{\bmod {\,}}m} — (додатня) остача від ділення -n на m.
2. Перший доданок у правій частині вже має вигляд єгипетського дробу. З формули видно, що чисельник другого доданка строго менше, ніж у вихідного дробу. Аналогічно, за тією ж формулою, розкладемо другий доданок і продовжимо цей процес, поки не отримаємо доданок з чисельником 1.
Метод Фібоначчі завжди сходиться після кінцевого числа кроків і дає розкладання, яке шукали. Приклад:
{\displaystyle {\frac {7}{15}}={\frac {1}{3}}+{\frac {2}{15}}={\frac {1}{3}}+{\frac {1}{8}}+{\frac {1}{120}}}
Але отримане таким методом розкладання може виявитися не найкоротшим. Приклад його невдалого застосування:
{\displaystyle {\frac {5}{121}}={\frac {1}{25}}+{\frac {1}{757}}+{\frac {1}{763309}}+{\frac {1}{873960180913}}+{\frac {1}{1527612795642093418846225}},}
в той час як більш досконалі алгоритми призводять до розкладання:
{\displaystyle {\frac {5}{121}}={\frac {1}{33}}+{\frac {1}{121}}+{\frac {1}{363}}.}

### Розклад Енгеля
Розклад Енгеля є ще одним методом представлення чисел у вигляді єгипетського дробу. Існує кілька алгоритмів виконання такого розкладу.

## Сучасна теорія чисел
Сучасні математики продовжують досліджувати ряд задач, пов'язаних з єгипетськими дробом.
- В кінці минулого століття було дано оцінки максимального знаменника і довжини розкладання довільного дробу в єгипетські. Дріб x/y має розкладання в єгипетські дроби з максимальним знаменником не більше

{\displaystyle O\left({\frac {y\log ^{2}y}{\log \log y}}\right)}
і з числом доданків не більше:
{\displaystyle O\left({\sqrt {\log y}}\right)}
- Гіпотеза Ердеша - Грехема[en] стверджує, що для всякої розмальовки цілих чисел більших 1 в r > 0 кольорів існує кінцеве однокольорове підмножина S цілих чисел, таких, що

{\displaystyle \sum _{n\in S}1/n=1.}
Ця гіпотеза доведена Ернестом Крутом в 2003 році.

## Відкриті проблеми
Єгипетські дроби ставлять ряд важких і донині невирішених математичних проблем.
- Гіпотеза Ердеша - Страуса[en] стверджує, що для будь-якого цілого числа n ≥ 2, існують додатні цілі x, y і z такі, що

{\displaystyle {\frac {4}{n}}={\frac {1}{x}}+{\frac {1}{y}}+{\frac {1}{z}}.}
Комп'ютерні експерименти показують, що гіпотеза вірна для всіх n ≤ 1014, але доказ поки не знайдено. Узагальнення цієї гіпотези стверджує, що для будь-якого додатного k існує N таке, що для всіх n ≥ N існує розкладання
{\displaystyle {\frac {k}{n}}={\frac {1}{x}}+{\frac {1}{y}}+{\frac {1}{z}}.}
Ця гіпотеза належить Анджею Шинцелю.